# Ломени, Луи Луи-Леонард де
Луи Луи-Леонард де Ломени (фр. Louis-Léonard de Loménie; 1818—1878) — французский писатель, член Французской академии (с 1871; на кресле № 25).
В 1840 году выпустил под псевдонимом Un homme de rien серию биографий: «Galerie des contemporains illustres» (Париж, 1840—47), встреченную весьма сочувственно. Был назначен профессором французской литературы в Collège de France и в Политехнической школе.
Написал ещё «Beaumarchais et son temps, éludes sur la société française» (1855), «La comtesse de Kochefort et ses amis» (1870) и напечатал в различных журналах ряд биографий «Людей 1789 года»; сотрудничал главным образом в «Revue des Deux Mondes» и «Revue Nationale».
Главный труд его, законченный его сыном, Шарлем де Ломени, представляет интересные этюды о французском обществе в XVIII века в связи с историей рода Мирабо, под заглавием «Les Mirabeau» (нов. изд. 1889).